# マイコプラズマ
マイコプラズマ（ミコプラズマ、Mycoplasma）は、マイコプラズマ目に属する微生物群。
真核生物を宿主とする寄生生物で、細胞壁をもたず、細胞やゲノムが非常に小さいという特徴をもつ。現在、124種と4亜種が登録されている（2015年4月28日現在）。

## 特徴
ゲノムサイズが小さく（55万-140万塩基対程度）、記載種として最小の種を含み、細胞サイズも最小の部類（200-300nm）に入り、細菌濾過器を通過してしまう。TCA回路、脂質合成系、アミノ酸合成経路を欠損しており、大半が合成培地で増殖できず、たいていの場合はステロールやアミノ酸、脂質、核酸など多くの成長因子を必要とする。細胞壁は欠損しており、鞭毛はもたないが、適当な足場があれば滑走を起こす。自然条件では、特定の真核生物（主に脊椎動物）細胞に付着して寄生し、一部は細胞侵入性を有する種も存在する。ただし、実験室レベルでは栄養培地で培養可能な種もある。これらは培地で培養可能な最小の生物と位置づけられている。このように、細菌とウイルスの中間のような性質を持つのが特徴である。
学名は新ラテン語で「菌類のようなもの」という意味。当初真菌と思われたので、ギリシア語で「キノコ」を意味する μύκης （mykes、ミュケース）の語幹と、「物」を意味する πλάσμα （plasma、プラスマ）を合成して名付けられた。

## 分布
Mycoplasma属の多くは動物に寄生し、病原菌であるものが多い。関節症をはじめ、肺炎などの原因となる。

## コンタミネーション
細胞壁をもたないので細胞の形状に可塑性があり、0.22 μmフィルターを通過する。
したがって、細胞培養に用いる培地は、濾過滅菌してもしばしばマイコプラズマによるコンタミネーション（汚染）が見られることが多い。細菌や真菌のコンタミネーションでは汚染が目視することができ、培養細胞が死に至ることが多いのでコンタミネーションの発見は容易であるのに対して、マイコプラズマのコンタミネーションでは顕微鏡下であっても小さすぎて目視することができず、また培養細胞と共存することが多いのでコンタミネーションの発生を見逃しやすい。
マイコプラズマのコンタミネーションによる影響としては、培地の栄養の消費による培養細胞の成長阻害の他、マイコプラズマの直接の作用による代謝経路への影響や、遺伝子発現への影響が確認されている。したがって、細胞を用いた実験結果の正しい評価のためには、マイコプラズマのコンタミネーションがないことを確認する必要がある。

## 検出方法
検出のためのゴールドスタンダードは培養法であるが、ポリメラーゼ連鎖反応（PCR法）やEIA法、核染色法（ヘキスト染色法／Hoechst Stain Method）でも検出が可能である。培養法は種の同定や検出率で優れているが、結果が得られるまでに時間がかかり、種の同定には熟練が必要である、という欠点がある。また、培養の困難な菌も存在する。一方PCR法やEIA法はその日の内に結果を得ることも可能であるが、特定の種しか検出できない。ヘキスト染色法も測定に要する時間は短いが、染色されたものがマイコプラズマなのか細菌等の核やデブリなのかを見分けるには熟練を要する。最近ではマイコプラズマの酵素を利用したマイコアラート法（MycoAlert Mycoplasma Detection Kit：Lonza社）のような30分以内での測定が可能な製品もできており、検出をルーチンで行うことも簡単になってきた。

## 医療におけるマイコプラズマ
マイコプラズマはしばしばヒトにおいて非定型肺炎を引き起こす。

### 疫学
オリンピックが行われる年に流行する（4年に1度流行する）傾向があるとして「オリンピック熱」とも呼ばれるが、近年はこの傾向が薄れつつある。また喫煙者は重症化しやすいことも報告されている。

### 症状
喀痰を伴わない「乾いた咳」（dry cough、乾性咳嗽）をすることが多い。発熱は38.5℃を越えることもある。頭痛、咽頭痛、刺激性の咳（乾性咳嗽）、倦怠感などのいわゆる感冒様症状を呈する。消化管へのウイルス感染によって嘔吐、下痢、腹痛などの症状を来たすこともある。最近では、大人が感染して重症化するケースが急増している。また、症状が呼吸器を中心としたものから消化器症状を併発、もしくは消化器症状を中心としたものへと移り変わってきている傾向がある。

### 診断
病原体の直接証明として分離培養、PCR、蛍光抗体法がある。血清診断としてはペア血清による診断が確実である。迅速診断としてIgM測定が可能である。

### 治療
- マクロライド系抗生物質、テトラサイクリン系抗生物質がよく用いられる。ケトライド系、リンコマイシン系、ニューキノロン系薬剤も有効である。いずれも7日～10日間の投与が推奨されている。[5]
- 8歳未満の小児ではテトラサイクリン系抗生物質は、原則禁忌である。
- マイコプラズマは細胞壁をもたないので、β-ラクタム系（ペニシリン系、セフェム系）の薬剤は効果がない。

野生におけるマイコプラズマの約15%は薬剤耐性菌（マクロライド耐性菌）と言われている。ただし、マイコプラズマ感染症は自然治癒することもあり、かつ一部のマクロライド系抗菌薬は抗菌作用とは別に、免疫力調整による抗炎症効果も期待されるので、耐性菌であるからといって同薬剤の効果がないとも断定できない。地域でのマクロライド系抗菌薬耐性菌の蔓延が疑われる場合や、同系統抗菌薬の効果が乏しいと判断された場合には、ニューキノロン系抗菌薬も用いられる。